# Saut en hauteur masculin aux Jeux olympiques d'été de 1972
Navigation
Mexico 1968 Montréal 1976
L'épreuve du saut en hauteur masculin aux Jeux olympiques de 1972 s'est déroulée les 9 et 10 septembre 1972 au Stade olympique de Munich, en République fédérale d'Allemagne.  Elle est remportée par le Soviétique Jüri Tarmak.

## Résultats

### Finale
| Rang               | Athlète                | Pays                 | Marque | 2,00 | 2,05 | 2,10 | 2,15 | 2,18 | 2,21 | 2,23 | 2,26 |
| ------------------ | ---------------------- | -------------------- | ------ | ---- | ---- | ---- | ---- | ---- | ---- | ---- | ---- |
| Médaille d'or      | Jüri Tarmak            | Union soviétique     | 2,23   | p    | p    | o    | o    | o    | xo   | xo   | xxx  |
| Médaille d'argent  | Stefan Junge           | Allemagne de l'Est   | 2,21   | p    | xo   | o    | o    | o    | xo   | xxx  |      |
| Médaille de bronze | Dwight Stones          | États-Unis           | 2,21   | p    | p    | o    | o    | o    | xxo  | xxx  |      |
| 4                  | Hermann Magerl         | Allemagne de l'Ouest | 2,18   | p    | o    | o    | xo   | o    | xxx  |      |      |
| 5                  | Ádám Szepesi           | Hongrie              | 2,18   | o    | o    | o    | o    | xxo  | xxx  |      |      |
| 6                  | John Beers             | Canada               | 2,15   | p    | o    | o    | o    | xxx  |      |      |      |
| 6                  | István Major           | Hongrie              | 2,15   | p    | o    | o    | o    | xxx  |      |      |      |
| 8                  | Rustam Akhmetov        | Union soviétique     | 2,15   | o    | o    | o    | o    | xxx  |      |      |      |
| 9                  | John Hawkins           | Canada               | 2,15   | p    | o    | xo   | o    | xxx  |      |      |      |
| 10                 | Enzo Del Forno         | Italie               | 2,15   | o    | o    | o    | xo   | xxx  |      |      |      |
| 11                 | Jan Dahlgren           | Suède                | 2,15   | p    | o    | xo   | xo   | xxx  |      |      |      |
| 12                 | Vasilios Papadimitriou | Grèce                | 2,15   | p    | o    | o    | xxo  | xxx  |      |      |      |
| 13                 | Kęstutis Šapka         | Union soviétique     | 2,15   | p    | o    | o    | xxo  | xxx  |      |      |      |
| 14                 | Bernard Gauthier       | France               | 2,15   | o    | o    | xo   | xxo  | xxx  |      |      |      |
| 15                 | Henry Elliott          | France               | 2,10   | p    | p    | o    | p    | xxx  |      |      |      |
| 16                 | Serban Ioan            | Roumanie             | 2,10   | o    | p    | o    | xxx  |      |      |      |      |
| 17                 | Gian Marco Schivo      | Italie               | 2,10   | p    | o    | xo   | xxx  |      |      |      |      |
| 18                 | Lawrie Peckham         | Australie            | 2,10   | o    | o    | xo   | xxx  |      |      |      |      |
| 19                 | Hidehiko Tomizawa      | Japon                | 2,05   | xo   | o    | xxx  |      |      |      |      |      |

## Légende
Records et Performances
- AR : Record continental (area record)
- CR : Record des championnats (championship record)
- MR : Record du meeting (meet record)
- NR : Record national (national record)
- OR : Record olympique (olympic record)
- PR : Record paralympique (paralympic record)
- PB : Record personnel (personal best)
- SB : Meilleure performance personnelle de la saison (season's best)
- WL : Meilleure performance mondiale de l'année (world leader)
- WJR : Record du monde junior (world junior record)
- WR : Record du monde (world record)

Circonstances et Conditions
- DNF : N'a pas terminé (did not finish)
- DNS : N'a pas pris le départ (did not start)
- DQ : Disqualification (disqualification)
- NM : Aucun essai valable enregistré (No Mark)
- Q : Qualifié « directement » au prochain tour (ou à la prochaine compétition), lors d'une compétition majeure, grâce au classement ou à la réalisation des minima (automatic qualifier)
- q : Qualifié au prochain tour (ou à la prochaine compétition), lors d'une compétition majeure, grâce au repêchage ou à la réalisation de l'une des meilleures performances parmi celles des « non qualifiés directement » (grâce au meilleur temps ou à la meilleure distance par exemple) (secondary qualifier)